# 佐藤純一 (音楽家)
佐藤 純一（さとう じゅんいち、Junichi Sato、1980年3月14日 - ）は、日本の作曲家、編曲家、音楽プロデューサー。
2006年、自身がボーカルを務めるユニットFLEETとしてメジャーデビュー。2013年にはfhánaとしてもメジャーデビュー。

## 来歴
- 2006年 FLEETでランティスからメジャーデビュー。自身がボーカルを務め、全ての曲の作曲を手掛ける[1]。
- 2007年 ヤマハミュージックコミュニケーションズから2枚のアルバムをリリース[3]。
- 2010年 ポニーキャニオンミュージックから1枚のアルバムをリリース[4]。
- 2011年 fhána結成。リーダー、キーボード、コーラスを務め、ほとんどの曲の作曲を手掛ける[5]。
- 2013年 fhánaとしてランティスからメジャーデビュー[2]。
- 2018年 ホリプロの音楽クリエイターチーム「SCORING POSITION」にも所属し、他アーティストへの楽曲提供を積極的に開始[6]。
- 2019年 「青空のラプソディ」で平成アニソン大賞 作曲賞（2010年 - 2019年）を受賞[7]。
- 2021年「再生讃美曲」で令和2年アニソン大賞 編曲賞を受賞[8]。
- 2022年「私たちはもう舞台の上」で令和3年アニソン大賞 編曲賞を受賞（また、同曲がユーザー投票賞を、fhánaとして「愛のシュプリーム!」が作品賞を受賞している）[9]。

## 主な提供作品
- 2012年
  - ChouCho「life is blue back」（作曲・編曲）
  - ChouCho「looping star」（作曲・編曲）
  - DECO*27 feat.初音ミク「二息歩行 (fhána Quantum Remix)」（編曲）
  - さよならポニーテール「魔法のメロディ(fhana Magic World Line Remix)」（編曲）
- 2013年
  - 相沢舞「その刹那」（作曲・編曲）
- 2015年
  - 長門有希(CV.茅原実里)「探していた風景」（TVアニメ 『長門有希ちゃんの消失』CHARACTER SONG SERIES “In Love” case.1 NAGATO YUKI」）（作曲）
  - 古宮乃々香(cv.夏川椎菜)「流星のなみだ」(TVアニメ『天体のメソッド』キャラクターソング)（作曲）
- 2016年
  - 上田麗奈「マニエールに夢を」（作曲・編曲）
  - 上田麗奈「あなたの好きなメロディ」（作曲・編曲）
  - 寺島拓篤「ソラニ×メロディ」（作曲・編曲）
  - ChouCho「Tomorrow is another day」（作曲）
  - みみめめMIMI「白い鳥 」（編曲）
  - みみめめMIMI「青い鳥 」（編曲）
- 2017年
  - アイドルマスター ミリオンライブ! 七尾百合子 (CV.伊藤美来)「地球儀にない国」（作曲）
  - あんさんぶるスターズ！！  Switch（逆先夏目(CV.野島健児)、青葉つむぎ(CV.石川界人)、春川宙(CV.山本和臣)）「イースター・カーニバル」（作曲・編曲）
  - 小松未可子「My sky Red sky」（編曲）
  - ちょろゴンず (桑原由気、長縄まりあ、高田憂希、高橋未奈美)「イシュカン・コミュニケーション」（TVアニメ『小林さんちのメイドラゴン』ED主題歌）（作曲）
  - ちょろゴンず (桑原由気、長縄まりあ、高田憂希、高橋未奈美)「A DAY IN THE DRAGON'S LIFE」（作曲・編曲）
- 2018年
  - 石原夏織「虹のソルフェージュ」（作曲・編曲）
  - 畠中祐「真夏BEAT」（作曲）
  - May’n「牙と翼」（TVアニメ『胡蝶綺 ～若き信長～』エンディングテーマ）（編曲）
  - 大橋彩香「Sentimen-Truth」（作曲・編曲）
- 2019年
  - アニメロサマーライブ2019 テーマソング「CROSSING STORIES」（歌：亜咲花/石原夏織/伊藤美来/オーイシマサヨシ/大橋彩香/ZAQ/JUNNA/鈴木このみ/スフィア/TRUE/towana/畠中祐/幹葉/三森すずこ）（作曲・編曲）
  - ランティス祭り2019 テーマソング 「Starting STYLE!!2019」（歌：ランティスのみんな）（編曲）
  - 伊藤美来「閃きハートビート」（TVアニメ『上野さんは不器用』OP主題歌）（作曲・編曲）
  - 伊藤美来「TickTack Invitation」（作曲・編曲）
  - 畠中祐「notGAME」（TVアニメ『ナカノヒトゲノム【実況中】』OP主題歌）（作曲・編曲）
  - Gothic×Luck「きみは帰る場所」（TVアニメ『けものフレンズ２』ED主題歌）（作曲・編曲）
  - 亜咲花「Singbird」（作曲・編曲）
  - えのぐ「Brand new stage」（作曲・編曲）
  - 緒山まひろ（CV.高野麻里佳)「ここから」（漫画『お兄ちゃんはおしまい!』イメージソング）（作曲・編曲）
  - ナカノヒトゲノム【歌唱中】01（TVアニメ『ナカノヒトゲノム【実況中】』ボーカルアルバム）（プロデュース）
  - 「24hours precious」（歌：RIRIKO）（作曲・編曲）
  - 「アルゴリズム」（歌：緒方恵美）（作曲・編曲）
  - 「ただの雨音になるまで」（歌：結城アイラ）（作曲・編曲）
  - 「鬼ノ木偶刀、かく語りき」（歌：片霧烈火）（作曲・編曲）
  - 「アンブレラ」（歌：畠中祐）（作曲・編曲）
  - ナカノヒトゲノム【歌唱中】02（TVアニメ『ナカノヒトゲノム【実況中】』ボーカルアルバム）（プロデュース）
  - 「不条理はリピート」（歌：湯毛）（作曲・編曲）
  - 「カラフルスクランブル」（歌：NOW ON AIR）（作曲・編曲）
  - 「Code "Genius" ?」（歌：亜咲花）（作曲・編曲）
  - 「そよ風のパレット」（歌：南波志帆）（作曲・編曲）
- 2020年
  - 「劇場版再生産総集編少女☆歌劇 レヴュースタァライト ロンド・ロンド・ロンド」主題歌「再生讃美曲」（作曲・編曲）
  - 大石昌良「英雄の歌」（モンスターストライク THE MOVIE『ルシファー 絶望の夜明け』主題歌）（編曲）
  - あんさんぶるスターズ！！ Trickstar（氷鷹北斗(CV.前野智昭)、明星スバル(CV.柿原徹也)、遊木真(CV.森久保祥太郎)、衣更真緒(CV.梶裕貴)）「BIGBANG REFLECTION!!」（作曲・編曲）
  - DIALOGUE＋「好きだよ、好き。」（編曲）
  - マジカル・パンチライン「マジカル・スーパーマーケット」（作曲・編曲）
  - ニノミヤユイ「私だけの、革命。」（TBS系ドラマ『SEDAI WARS』ED主題歌）（作曲・編曲）
  - ニノミヤユイ「光なくても」（作曲・編曲）
  - マトイ(CV.佐藤聡美)「希望色のグラティチュード」（TVアニメ『ファンタシースターオンライン2 エピソード・オラクル』キャラクターソング）（作曲・編曲）
- 2021年
  - 伊藤美来「Good Song」（作曲・編曲）
  - 石原夏織「Plastic Smile」（編曲）
  - 緒方恵美「Repeat」（作曲・編曲）
  - 「劇場版 少女☆歌劇 レヴュースタァライト」主題歌「私たちはもう舞台の上」（作曲・編曲）
  - 「小林さんちのメイドラゴンS」キャラクターソングアルバム「L・O・V・E」 収録曲(歌：桑原由気、田村睦心、嶺内ともみ)「GIVE ME LOVE」（作曲・編曲）
  - 「小林さんちのメイドラゴンS」キャラクターソングアルバム「L・O・V・E」 収録曲(歌：長縄まりあ、高田憂希)「ピースフルデイズ」（作曲・編曲）
- 2022年
  - 内田真礼「聴こえる？」(TVアニメ「社畜さんは幼女幽霊に癒されたい。」ED主題歌)（作曲・編曲）
  - Morfonica「The Circle Of Butterflies」（バンドリ! ガールズバンドパーティ! アーティストタイアップ第6弾）（作曲・編曲）
  - あんさんぶるスターズ！！ 紅月「夏鳥の詩 -サマーバード-」（作曲・編曲）
  - サンドリオン「星のLarme」（作曲・編曲）
  - 高橋ミナミ「Someday is Today」（作曲・編曲）
  - towana「ベール」(TVドラマ「理想ノカレシ」EDテーマ)（作曲）
- 2023年
  - 福山潤5th Single「NEW DRAMA PARADISE」(TVアニメ「吸血鬼すぐ死ぬ2」OP主題歌)（作曲・編曲）
  - 三森すずこ「鈴がなる日」（作曲・編曲）
  - ななしいんく(774 inc.)全体曲「瞬間イマジネーション」（作曲・編曲）
  - となりの坂田。(浦島坂田船)「共鳴!Tune」（作曲・編曲）
  - 愛宮みるく「Log In to the New World」（作曲・編曲）
- 2024年
  - i☆Ris「White Lyrical Kingdom」（作曲・編曲）[10]
  - nonoc「ドアの向こう」（作曲・編曲）
- 2025年
  - nonoc「モノローグ」（作曲・編曲）
  - nonoc「たまご」（作曲・編曲）
  - nonoc「Primer」（作曲・編曲）
  - 夢限大みゅーたいぷ「Dream Voyage」（作曲・編曲）

## 劇伴
- TVアニメ『ナカノヒトゲノム【実況中】』
- TVアニメ『Naked Wolves』

## CM音楽・その他
- NHK FM「ミュージックライン」[11]
- 聖剣伝説2 Secret of Mana Original Soundtrack「明日に届く」「翼はもうはばたかない」（編曲）[12]
- TAMRON「Tamron Meets CHRISTIAN ALTENGARTEN」
- GREE「スカイロック」
- JRA「第80回 日本ダービー記念 Life With Derby」
- JRA「第80回 日本ダービー記念 全馬最強 LEGENDS of 日本ダービー 」
- KIRIN 本搾りマガジン
- NIVEA デコオルゴール
- TOYOTA - STUDIO PHV
- フジテレビ one two next 「FUJI ROCK FESTIVAL 2010」TVCM
- FILA「FUN FEEL LIFE」RUNNING・ GOLF
- TOYOTA - THE FULL HYBRID
- フジテレビ one two next「FUJI ROCK FESTIVAL 2009」TVCM
- フジテレビ one two next チャンネル TVCM
- POLA B.Aザ クリーム
- Diners Club「Diners Code World」
- POLA B.A
- CITI BANK
- CANNON
- 楽天証券
- ニチレイフーズ